# ドリーマーズ (お笑い)
ドリーマーズは、かつてプロダクション人力舎で活動していたお笑いコンビ。2016年11月7日解散。

## メンバー
- 戸矢 秀一（とや ひでかず、1983年5月31日（41歳） - ）
  - 埼玉県出身。
  - 血液型はA型。
  - ボケ担当。立ち位置は左側。
  - 1年間だけだが世界を旅行し、20カ国に行った。一番好きな国はミャンマー。ミャンマーで悟りを開き、出家した。
  - ミャンマーで出家して瞑想している時に坂本と一緒に漫才をやっている絵が浮かび、大学卒業後に就職活動をしていた坂本を誘い、お笑いを始めた。
  - ドリーマーズ解散後は、芸能界を引退。

- 坂本 崇裕（さかもと たかひろ、1983年5月2日（41歳） - ）
  - 埼玉県出身。
  - 血液型はO型。
  - ツッコミ担当。立ち位置は右側。
  - ドリーマーズ解散後は所属事務所を離れ、フリーで活動。
  - 2017年2月に元アクアプラス、元マチェーテの石井康平とコンビ「クリーニングマン」を結成。M-1グランプリにて2回戦へ進出するも、同年9月に解散。
  - その後、2018年は元ペパーミントの風に吹かれての成田陽平とのコンビ「ワン・デシリットル」として活動。
  - 2019年6月、曇天三男坊とコンビ「TCクラクション」を結成。同年11月12日にグレープカンパニーへの所属が発表された[2]。

## 略歴
共にスクールJCA17期生であり、最初のコンビ名は「国泰」。ネタ見せの際にコンビ名を決めねばならず、適当にラーメン屋の名前をつけた。後に先輩の「ドリーマーズ」というコンビが芸人をやめることになり、コンビ名を継いでもらいたいと頼まれる形で改名した。
2016年11月7日、ドリーマーズを解散。その後、戸矢は芸能界を引退し、坂本は所属事務所を退所しフリーで活動。

## 賞レース戦績

### M-1グランプリ
- 2009年 2回戦進出
- 2010年 1回戦敗退
- 2015年 2回戦進出
- 2016年 3回戦進出

### THE MANZAI
- 2011年 2回戦進出
- 2012年 2回戦進出
- 2013年 2回戦進出
- 2014年 2回戦進出

### その他
- 2013年 第4回お笑いハーベスト大賞 本戦（準決勝）進出
- 2014年 第5回お笑いハーベスト大賞 本戦（準決勝）進出
- 2015年 第6回お笑いハーベスト大賞 本戦（準決勝）進出

## 出演

### テレビ
- 全種類。（TBS、2010年8月9日）※坂本のみ
- 新世紀ネタキング決定戦（TOKYO MX、2011年3月10日）
- オンバト+（NHK総合、2012年11月10日・2013年10月12日）戦績0勝2敗 最高381KB
- ぐるぐるナインティナイン（日本テレビ、2015年5月28日）「おもしろ荘」コーナー内

### ポッドキャスト
- ジンリキポッドキャスト（人力舎の若手芸人によるポッドキャスト）【iTunesで聴く】【ブラウザで聴く】（2010年5月～）

### ライブ
- 人力舎ライブ「Spark」
- バカ爆走!（毎月1日から6日 ミニホール新宿Fu-）
- BOMB!!
- 三四郎・浜口浜村・ドリーマーズの3組のライブ(仮)
- :他